# Gymnocypris chilianensis
Gymnocypris chilianensis är en fiskart som beskrevs av Li och Chang, 1974. Gymnocypris chilianensis ingår i släktet Gymnocypris och familjen karpfiskar. Inga underarter finns listade i Catalogue of Life.